# Czas (газета)
Czas (с пол. — «Время») — ежедневная общественно-политическая газета, выходившая в Кракове с 1848 по 1934 год и в Варшаве с 1935 по 1939 год. Печатный орган консервативной партии Станчики.

## История
Первый номер газеты Czas вышел 3 ноября 1848 года. Во второй половине XIX века главным редактором газеты были Станислав Козьмян и Павел Попел. C 1849 по 1856 года редакция и типография газеты находилась в Доме Шолайских. 
С 1856 по 1860 год вместе с Павлом Попелом сотрудничал польский писатель Люциан Семенский, который отвечал за литературный отдел газеты. C редакцией газеты сотрудничали представители Краковской исторической школы, среди которых самым известным был Юзеф Шуйский, печатавший на страницах газеты свои эссе и очерки.
С 1884 по 1886 год на страницах газеты публиковалось первое издание романа «Потоп» Генрика Сенкевича.